# オート＝マルヌ県

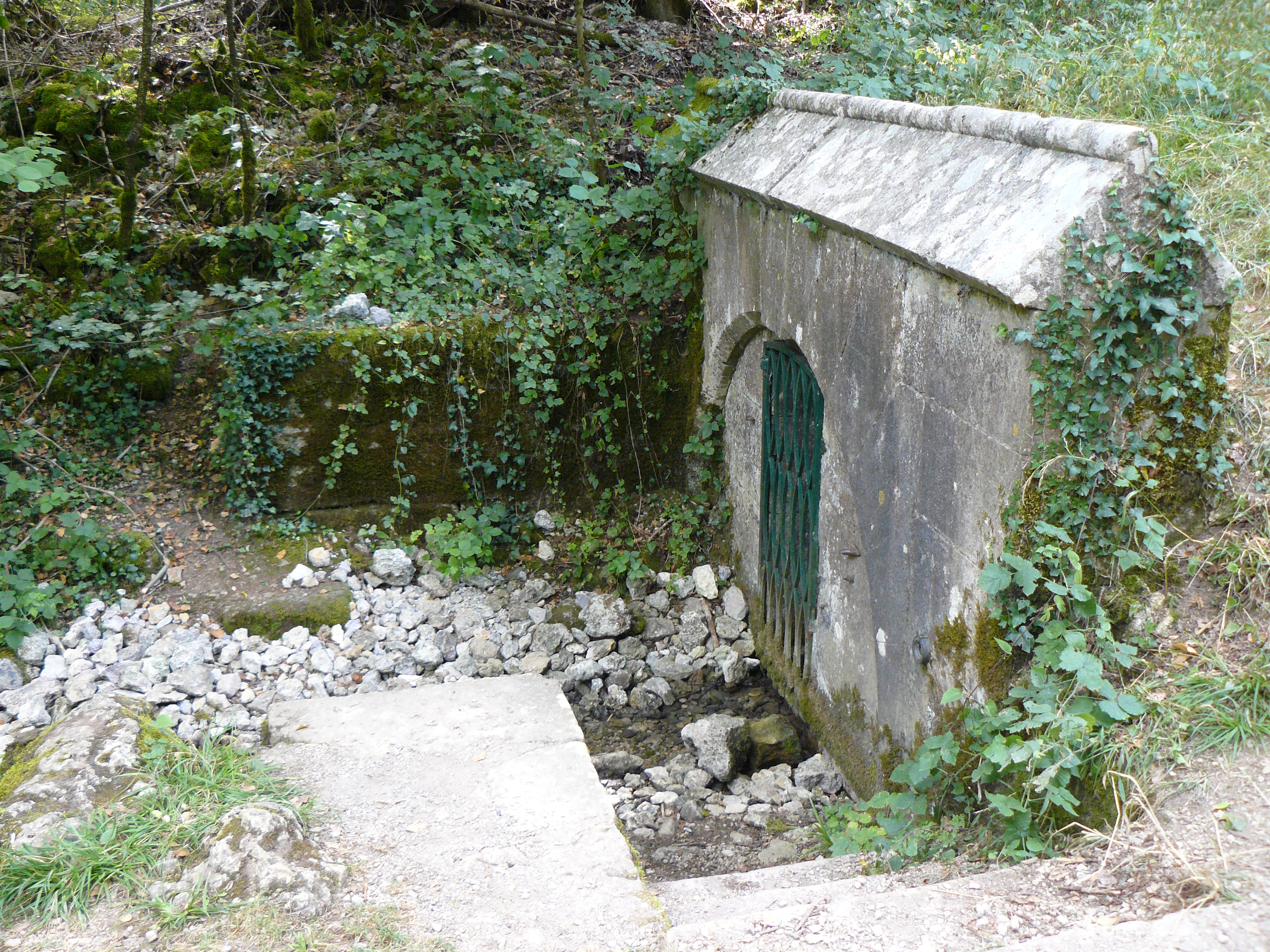
名称の由来となったマルヌ川の源流部

オート＝マルヌ県 (オート＝マルヌけん、フランス語: Haute-Marne) は、フランスのグラン・テスト地域圏の県である。

## 地理
県の名はマルヌ川に由来し、この川はラングル近郊の水源から120km以上の距離を流れ下る。県はパリ盆地の東側に位置し、地形は同心円状のケスタという、緩斜面と急崖の連なりが特徴である。
県の最南端はモルヴァーノ＝ヴォジャン境界線の中心、ラングル高地の中央に相当し、県内の最高地点は523 mのベイシー山（Haut de Baissey）、そこからバロワ・シャンプノワ（Barrois Champenois）およびアパンス＝アマンス（Apance-Amance）にかけて山地が広がる。地形学上は北の平野部のヴィトリー＝アン＝ペルトワ（Perthois）とデア地方（Pays du Der）に向かって標高が下がり、県内最低地点のプエルモンティエ117 mに至る。
「オー＝マルネ」（Haut-Marnais）と呼ばれていた昔の住民の姿は、旧マルネ派と呼ばれる一連の絵画作品に見ることができる。

オート＝マルヌ県の風景
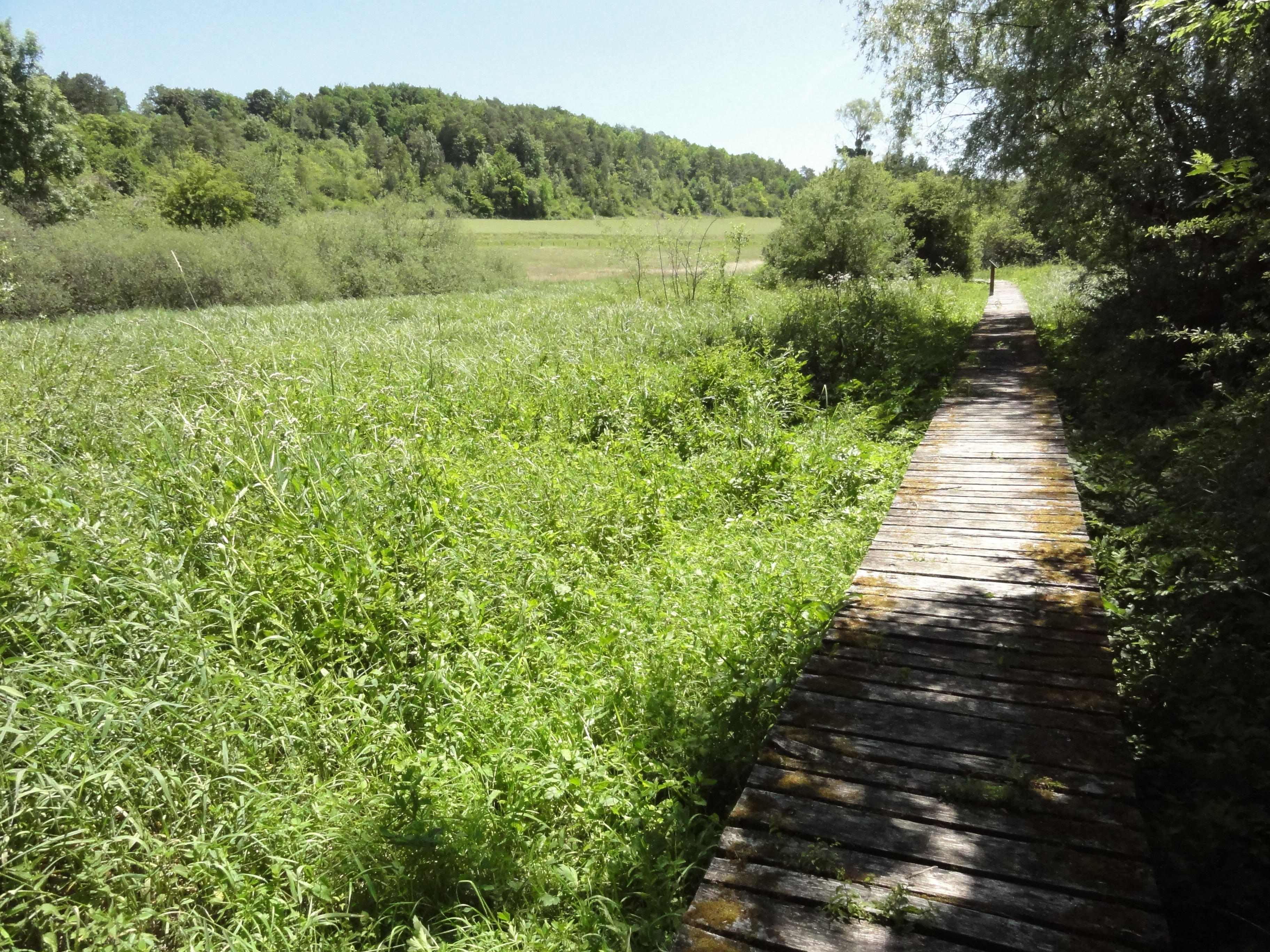
北に位置するグラン・プレ湿原の眺め。ソクール・シュル・ロニョン近辺。
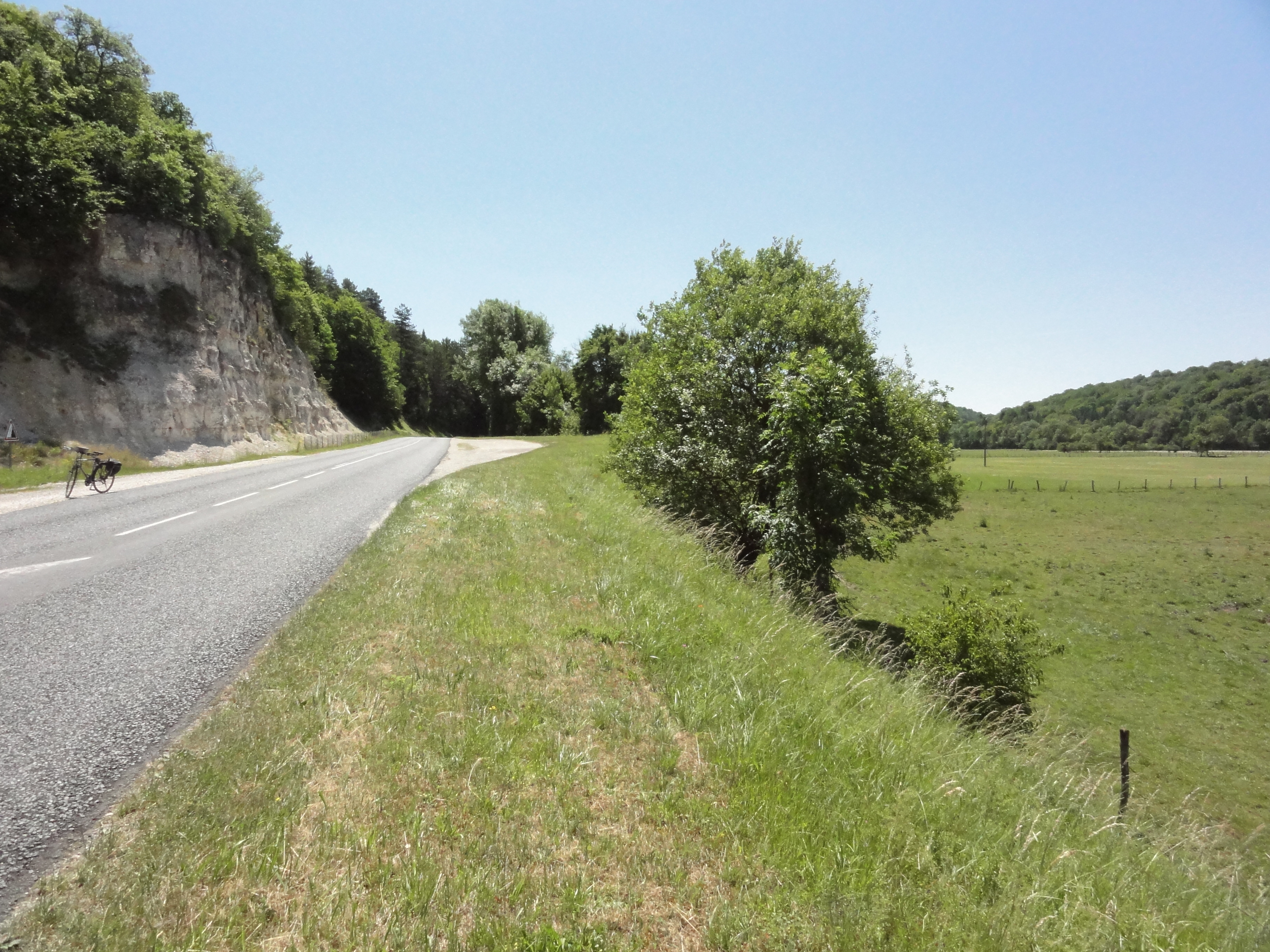
ドゥランクール＝ソクールも北。
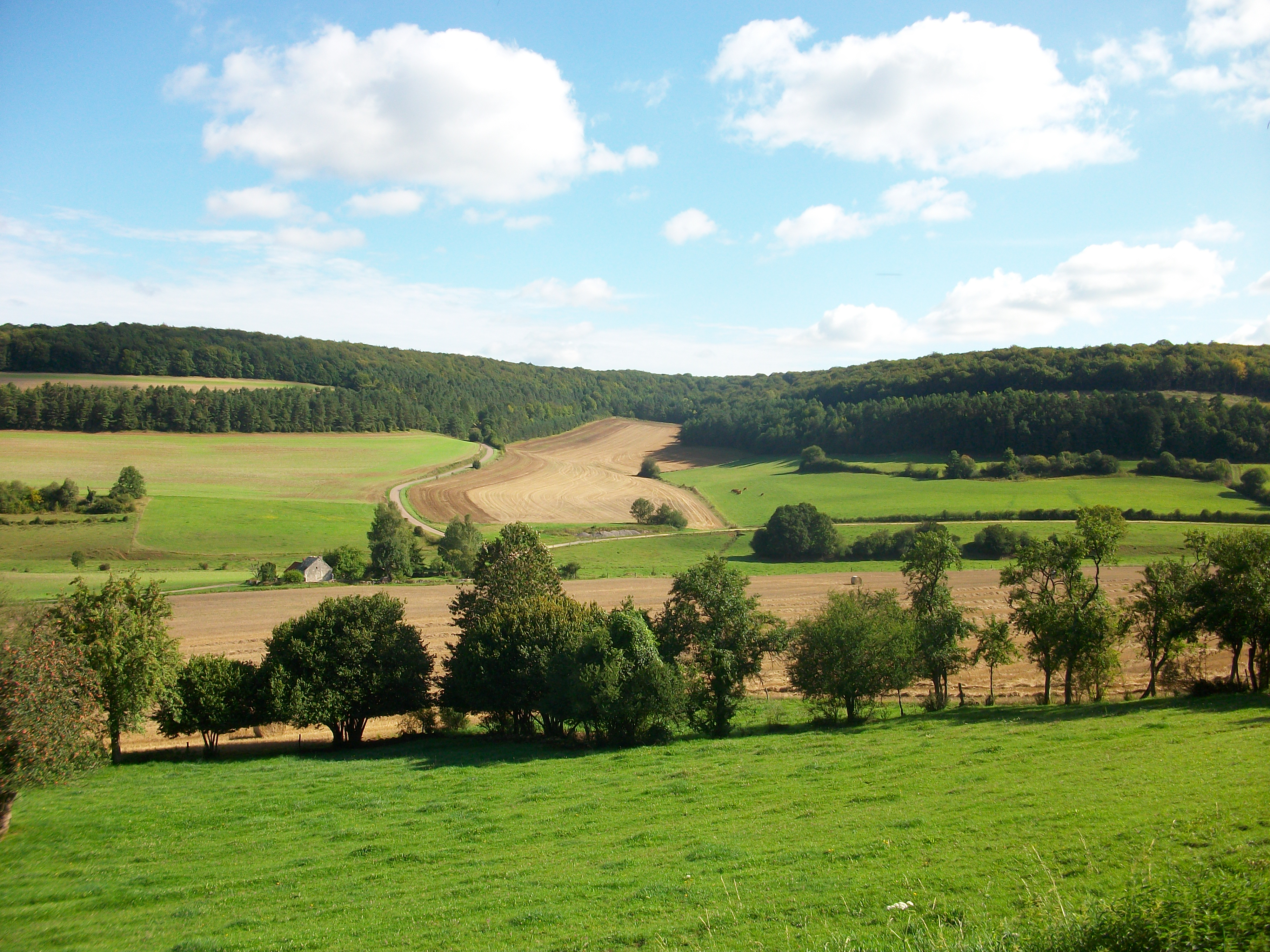
ヴィトリ＝アン＝モンターニュは東南。
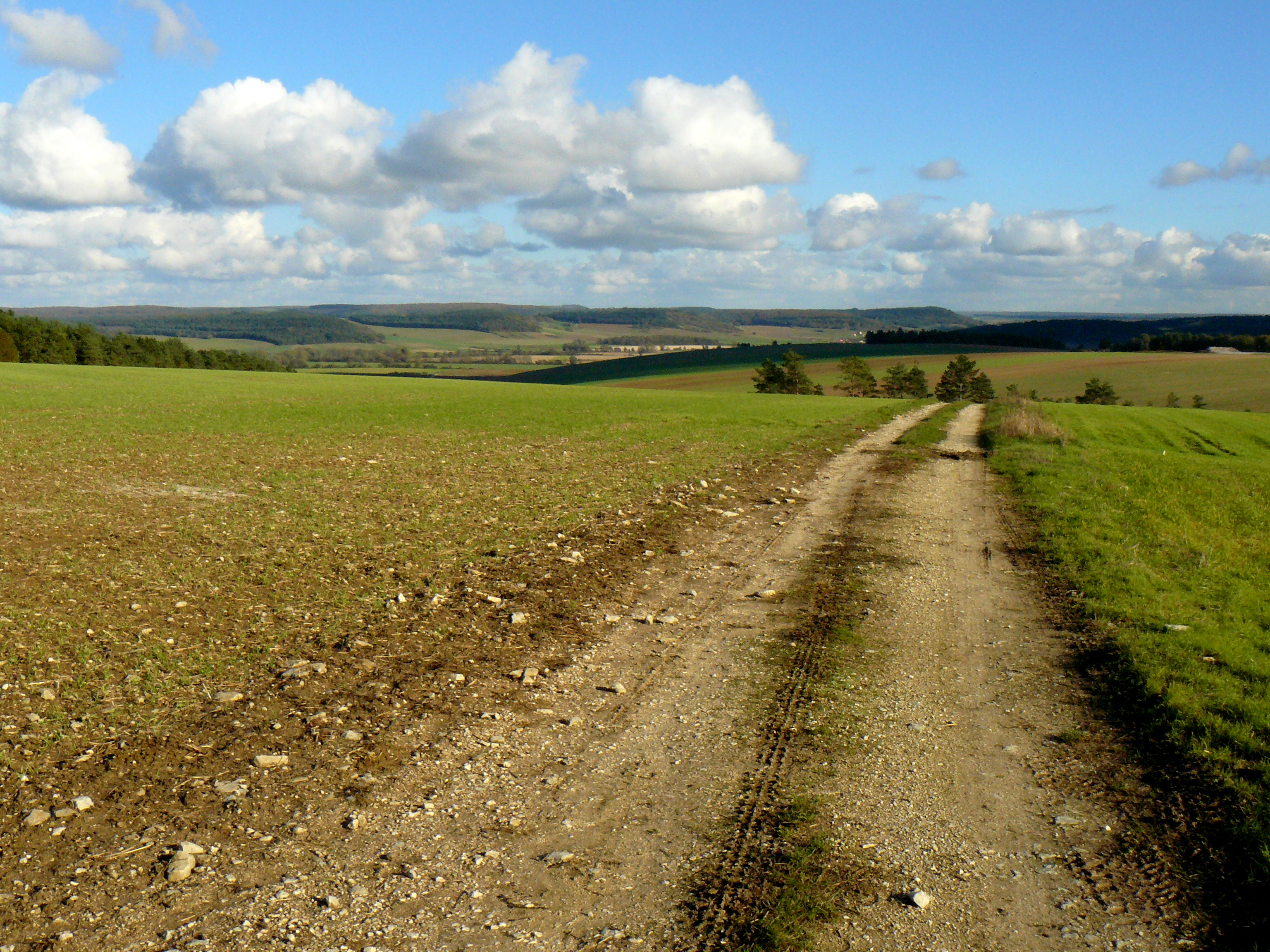
西にあたるラフェルテ＝シュル＝オーブ近郊の風景。

## 歴史
フランス革命中の1790年3月4日に新設され、旧シャンパーニュ州の一部、旧ロレーヌの一部（バロワ地方）、旧ブルゴーニュおよびフランシュ＝コンテの一部で構成した。
ワーテルローの戦いで第七次対仏大同盟が勝利したあと、オート＝マルヌはオーストリア軍に1818年11月まで占領されていた。
第二次世界大戦中、ドイツ軍に占領され県はマルヌ・ア・ラ・ソーヌ運河（県を南北に流れる）を境界として分断された。東側は保留地域（zone réservée）、西側は占領地域にされた。県が最終的に連合国軍に解放されたのは、1944年9月上旬であった。

## 人口統計
|      | 人口    | 増減率%  |
| ---- | ------- | -------- |
| 2006 | 186 500 | -4.29 %  |
| 1999 | 194 873 | -4,5 %   |
| 1990 | 204 067 | -3,13 %  |
| 1982 | 210 670 | - 0,76 % |
| 1975 | 212 304 | - 0,94 % |
| 1968 | 214 304 |          |

参照元:INSEE

## 交通機関
国道4号（RN4）は当県の北でサン＝ディジエを東から西に横断する。
国道67号（RN67）は当県を南北に縦断し、サン＝ディジエからショーモン方面に向かう。
オートルート A4は当県を貫く。
オートルート A5はトロワから当県を抜けてラングルに至る。
オートルート A31は当県に入ると、メスまたはナンシー経由でディジョンに至る（通称ロレーヌ・ブルゴーニュ街道）。

## コミューンとカントン
- アンデロ＝ブランシュヴィル
- ヴァシー
- エクラロン＝ブロクール＝サント＝リヴィエール
- オブリーヴ
- サン＝ディジエ
- ショーモン
- ショワズール
- パルノワ＝アン＝バシニー
- ポワソン
- ラングル

## ギャラリー

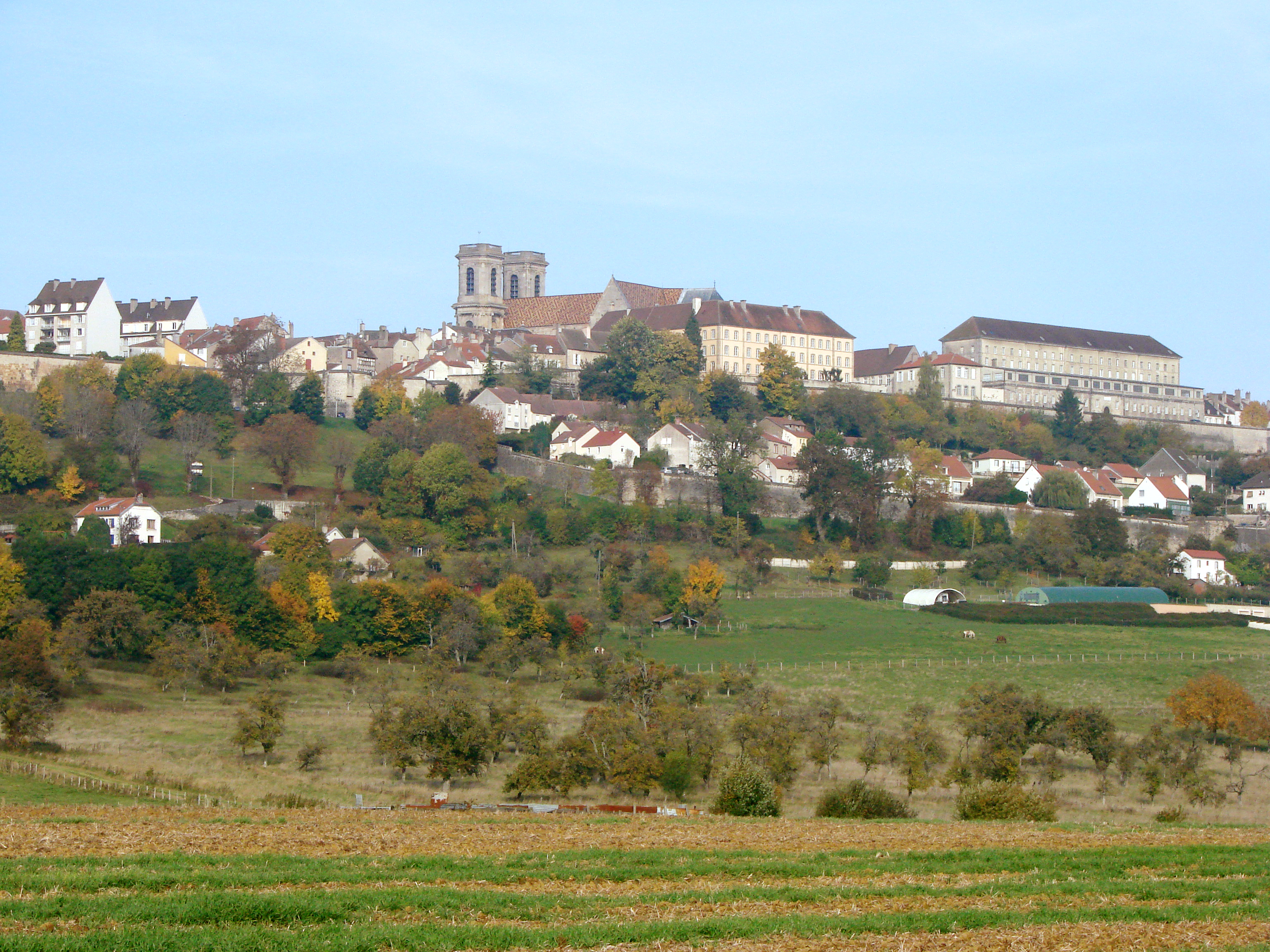
ラングル
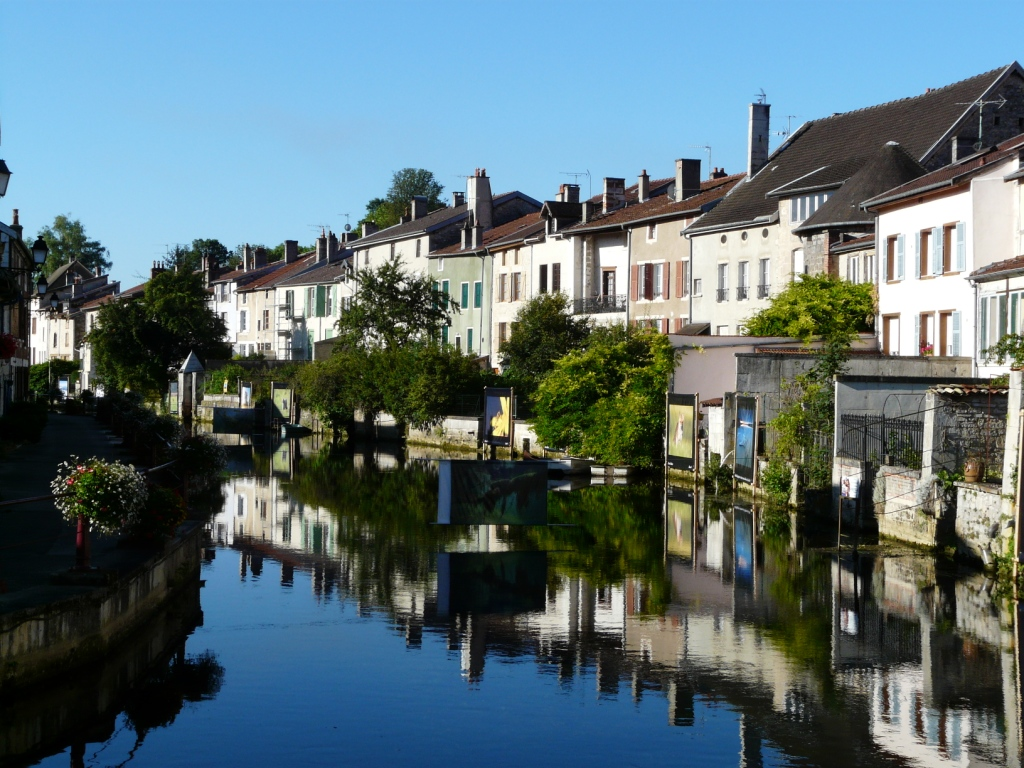
ジョアンヴィル
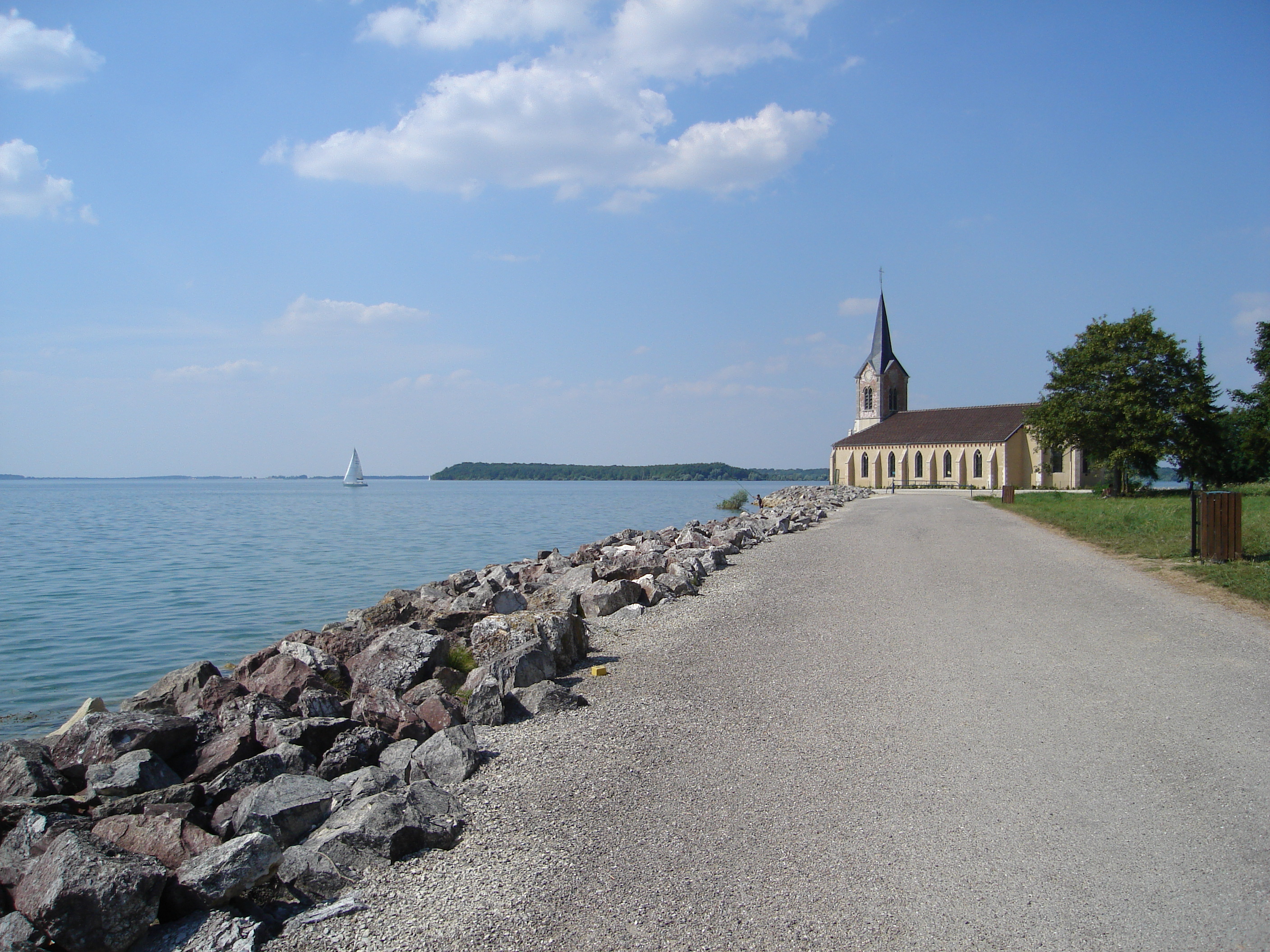
デール・シャンテコック湖
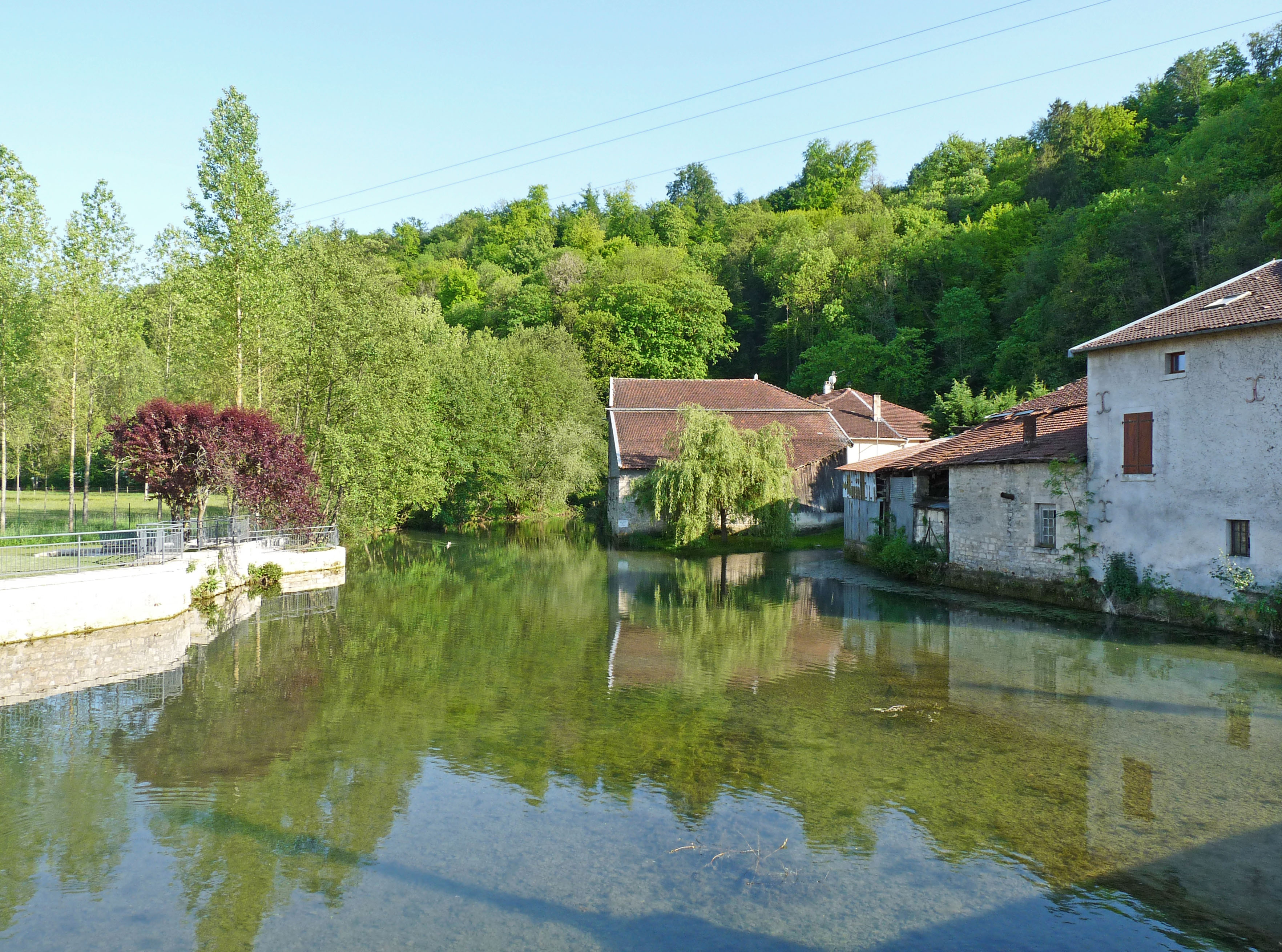
サウ川